# 金准镐
金準鎬（韩语： Kim Junho，1994年5月26日—）生于京畿道华城市，是一名韩国男子击剑运动员，主攻佩剑。他小学时一直在练足球运动，中学时由于他的学校鼓励学生练习击剑，他便开始改练击剑。大学时，他进入东义大学体育学部就读。金準鎬的妻子是一名空中乘务员，两人于2018年12月结婚。两人的大儿子于2021年10月出生。